# Maria Anna de Portugal (reina de Saxònia)
Maria Anna de Portugal, reina de Saxònia (Lisboa 1843 - Dresden 1884). Infanta de Portugal amb el tractament d'altesa reial que es casà en el si de la Casa Reial de Saxònia i que per un petit sector dels monàrquics portuguesos, la seva descendència és la dipositària de la legitimitat monàrquica lusitana.
Nascuda a Lisboa el dia 21 de juliol de l'any 1843, sent filla de la reina Maria II de Portugal i del príncep Ferran de Saxònia-Coburg Gotha. Maria Anna era neta per via materna del rei Pere IV de Portugal i de l'arxiduquessa Maria Leopoldina d'Àustria i per línia paterna del príncep Ferran de Saxònia-Coburg Gotha i l'aristòcrata d'origen hongarès Antònia de Kohary.
El dia 11 de maig de 1859 es casà a l'edat de 15 anys amb el príncep i després rei Jordi I de Saxònia. Jordi I de Saxònia era fill del rei Joan I de Saxònia i de la princesa Amàlia de Baviera. La parella tingué vuit fills:
- SAR la princesa Maria de Saxònia, nada a Dresden el 1860 i morta el 1861.
- SAR la princesa Elisabet de Saxònia, nada a Dresden el 1862 i morta el 1863.
- SAR la princesa Matilde de Saxònia, nada a Dresden el 1863 i morta a la capital saxona el 1933.
- SM el rei Frederic August III de Saxònia, nat el 1865 a Dresden i mort al Castell de Sibyllenort el 1933. Es casà amb l'arxiduquessa Lluïsa d'Àustria-Toscana el 1891 a Viena de la qual es divorcià l'any 1903.
- SAR la princesa Maria Josepa de Saxònia, nada el 1867 a Dresden i morta a Erlagen el 1944. Es casà amb l'arxiduc Otó d'Àustria.
- SAR el príncep Joan de Saxònia, nat el 1869 a Dresden i mort al Castell d'Althausen el 1938. Es casà en primeres núpcies amb la princesa Isabel de Württemberg i en segones núpcies amb la princesa Maria Immaculada de Borbó-Dues Sicílies.
- SAR el príncep Maximilià de Saxònia, nat el 1870 a Dresden i mort el 1951 a Friburg.
- SAR el príncep Albert de Saxònia, nat a Dresden el 1875 i mort a Wolkau el 1900

Maria Anna de Portugal morí el dia 5 de febrer de 1884, a l'edat de 41 anys, a la capital saxona, Dresden.